# استشراب طبقة رقيقة

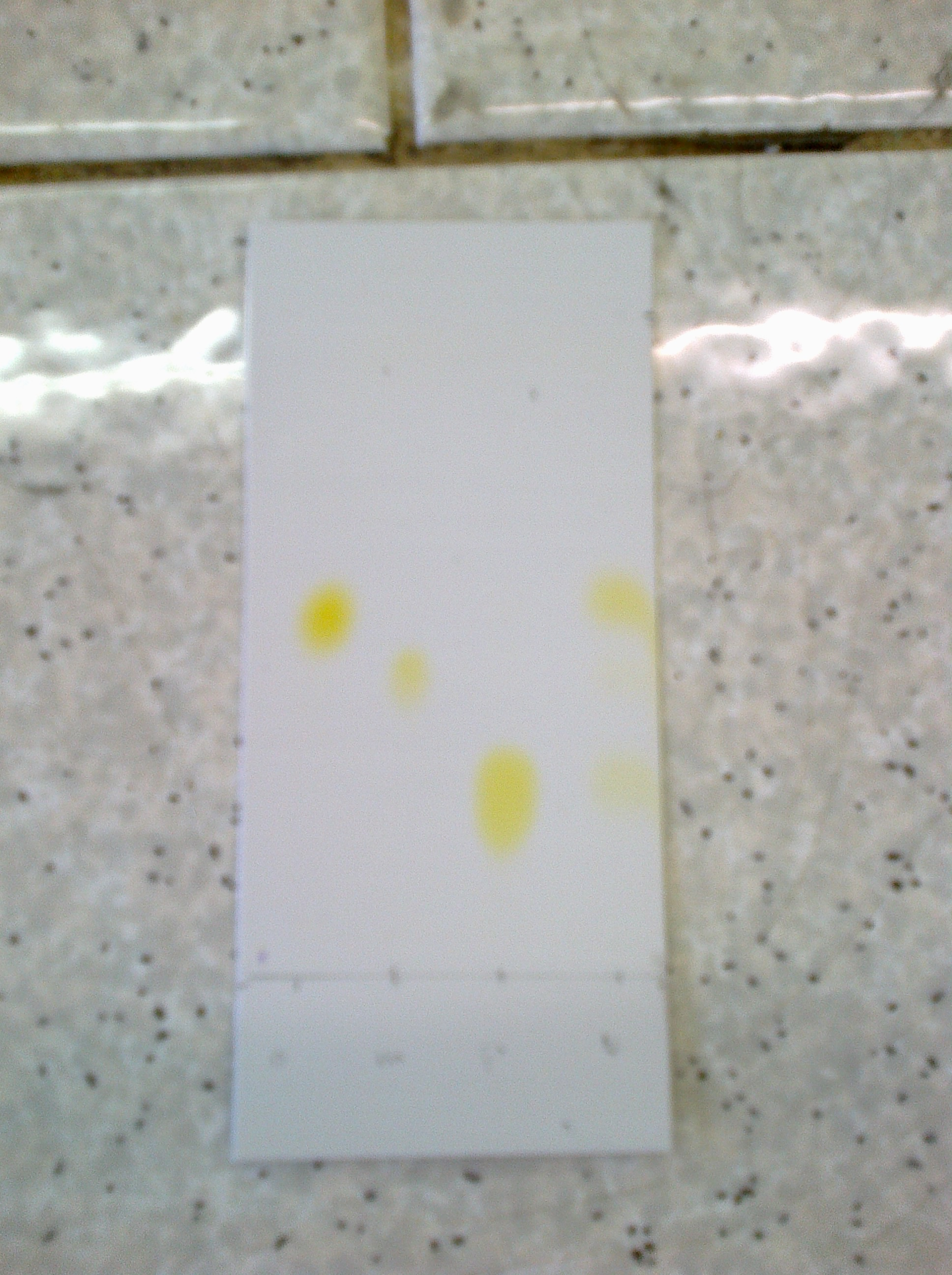
TLC من المعايير الثلاثة (أورثو، ميتا وأيزومرات بارا) والعينة

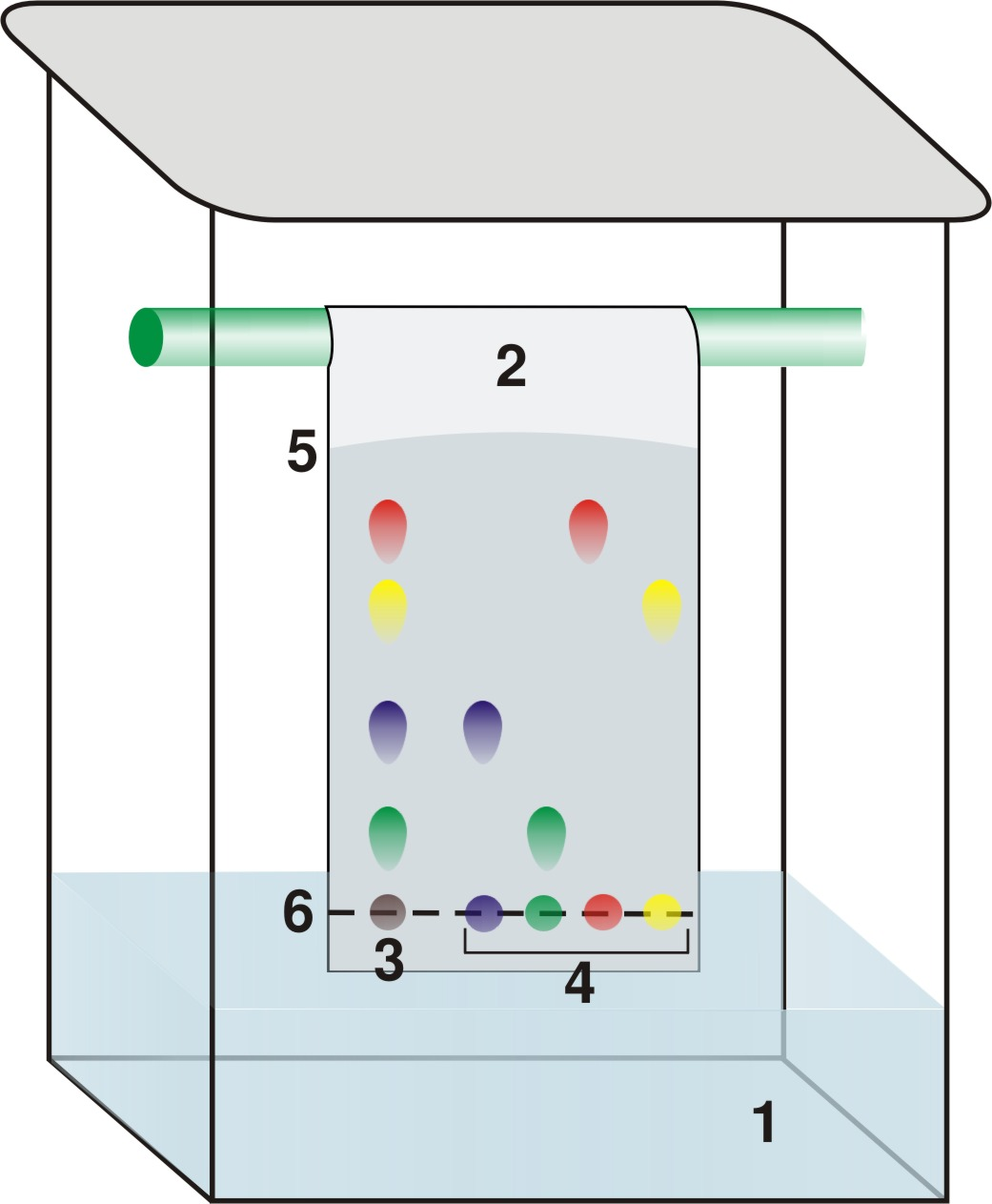

الاستشراب اللوني بالطبقة الرقيقة (TLC) أو كروماتوغرافيا الطبقة الرقيقة هي طريقة لفصل المواد غير الطيارة في المخاليط
الكروماتوجرافيا أو التفريق اللوني هي طريقة لفصل وتنقية المواد الكيميائية المختلطة. باستعمال لوح من الزجاج أو البلاستيك اوالمعدن وفي المغطاة بمادة ممتزه تساعد على الفصل. وتتم عملية الفصل على طبقة رقيقة من مادة الوسط الثابت المفروشة على الواح في الغالب مصنوعة من الالمنيوم.كروماتوغرافيا الطبقة الرقيقة نقوم بفصل الخليط لمعرفة ألوانه لكن لا نحصل على مادة اللون بشكل محسوس حيث إن استخدامنا لل TLC أو (Thin Layer Chromatography) بهدف التعرف على مواد لون النبتة بشكل دقيق أكثر. ويعتمد الفصل في هذه الطرق اما على ظاهرة الادمصاص أو ظاهرة الاستبدال الايوني.و هذه الظاهر تعتمد على تركيب كل طبقة من الوسط الثابت والوسط المتحرك. الا ان تطبيقاتها المعتمدة على ظاهرة الادمصاص هي الشائعة حيث ينظر إلى كروماتوغرافيا الطبقة الرقيقة على انها كروماتوغرافيا ادمصاص.

## مقدمة
كرموتوغرافيا الفصل بالطبقة الرقيقة ([TLC]) هي تقنية تستخدم ل فصل مخاليط من المكونات. وذلك عن طريق:
1. الطور الثابت: ويكون ذلك على لوح مغلف بطبقة رقيقة من المواد الممتزة على لوح من البلاستيك، أوالزجاج، أو رقائق الألومنيوم، وهي وعادة هلام السيليكا، أكسيد الألومنيوم، أو السليلوز (نشافة الورق). ومن المعروف هذه الطبقة من المواد الممتزة تعرف بالطور الثابت. ويستخدم الفصل اللوني لفصل خليط من المواد إلى مكوناتها.
2. الطور المتحرك سائل معتمدة على الطور الثابت. والطور المتحرك يتدفق عبر الطور الثابت ويحمل مكونات الخليط معه. المكونات المختلفة تسافر بمعدلات مختلفة. وذلك عبر الطبقة الرقيقة المغلفة بهلام السيليكا أو الألومينا على قطعة من المعدن، الزجاج أو البلاستيك القوي.

## إعداد وتجهيز الواح الفصل (TLC)
1. تجهيز الواح الطبقة الرقيقة (الوسط الثابت): ان المواد المدمصة في TLC هي نفسها المدمصة في كروماتوغرافيا الاعمدة. هذه الالواح تكون مصنوعة ومجهزة للاستخدام مباشرة. لوح TLC أو (Thin Layer Chromatography): من طرفها الخلفي موجود معدن الألمنيوم أو الحديد، ويتم تغطية هذه الطبقة أما بـ: أكسيد ألمنيوم- هو الوسط الساكن في التجربة (الألومينا) وأكسيد ألمنيوم ورمزه الكيميائي Al2O3، ويوضع على طبقة الألمنيوم مسحوق الالومينا وهو ليس له وظيفة في عملية الكروماتوغرافيا إلا انه يستعمل لكي تلتصق به الطبقة الأخرى. السيليكا.[4][5]
2. اختيار المذيب المناسب (الوسط المتحرك) يعتمد اختيار المذيب على نوع المادة المراد فصلها وقد يكون ضروريا اختيار عدد من المذيبات لاجراء عملية الفصل ويكون الاختيار التقريبي سهلا.فالمذيب الذي له قطبية عالية يؤدي إلى تحريك البقع مع جبهة المذيب، في حين ان المذيب غير القطبي لا يؤدي إلى تحريك البقع مع المذيب، ويعتبر الكلوروفورم والبنزين من المذيبات المتوسطة القطبية التي تستخدم بصورة واسعة لفصل العديد من المركبات.
3. وضع العينة يتم وضع حجم معين في حدود 5-20 ميكرولتر من العينة التي تركيزها 0.1-5% بواسطة ماصة دقيقة أو محقن دقيق على خط نقطة البداة الذي بيعد 2 سم من أحد اضلاع اللوح. وينبغي الا يزيد قطر البقعة عن 1سم. وللمحافظة على بقاء البقعة صغيرة توضع العينة باحجام صغيرة عدة مرات مع التجفيف بعد كل إضافة.
4. طرق تظهير البقع المفصولة (Visualization Method) طرق الفصل سهلة في حالة المواد المفصولة ملونة، الا انه في اغلب الحالات تكون المواد المفصولة عديمة اللون ويجب جعلها في هذه الحالة ملونة باستعمال بعض الكواشف، وتسمى هذه بكواشف التظهير. يعتبر اليود من أكثر كواشف التظهير استخداما حيث يتفاعل مع اغلب المواد العضوية معطيا متراكبات لها الوان اما بنية أو صفراء. وهناك طرق أخرى مثل تظهير هاليدات الالكيل برش لوح الطبقة الرقيقة بمحلول مخفف من نترات الفضة حيث تتكون هاليدات الفضة التي تتفكك بتأثير الضوء معطية بقع سوداء من رقائق الفضة على الطبقة الرقيقة. أيضا هناك استخدام مصباح الاشعة فوق البنفسجية وهي غالبا ما تظهر المركبات المفصولة على شكل بقع براقة ساطعة على الطبقة الرقيقة وبعضها يظهر عليه فقط خاصية التالق (Flourescence). وهناك أيضا إضافة مادة متالقة إلى الوسط الثابت في الطبقة الرقيقة مثل خليط من كبريتات الزنك والكادميوم. وإذا كانت المركبات المفصولة تسبب اخماد التالق (quenching flourescence) فانها ستظهر على هيئة بقع سوداء على الصفيحة عند تعرضها للاشعة فوق البنفسجية.

تطور البقعة البنفسجية إلى بقعة حمراء وزرقاء منفصلة في لوح ال TLC.

## فروق TLC عن كروموتغرافيا العمود
هنالك فروق متعددة ما بين طريقة الفصل "كروموتغرافيا العمود" وطريقة الفصل "كروموتغرافيا الطبقة الرقيقة “ ومن بينها:
| كروموتغرافيا الطبقة الرقيقة | كروموتغرافيا العمود |
| --- | --- |
| أما في كروموتغرافيا الطبقة الرقيقة فلا نستطيع الحصول على المواد منفصلة لأنها تبقى على الورقة، أو بعبارة أخرى لا نستطيع استخلاص مواد من خلال كروموتغرافيا الطبقة الرقيقة لكن في كروموتغرافيا العمود نستطيع الحصول عليها. | في كروموتغرافية العمود نقوم بفصل المواد المكونة للخليط فعلياً ونستطيع في النهاية الحصول على كل مادة بشكل منفرد                                                                      |
| بالإضافة إلى انه في كروموتغرافيا الطبقة الرقيقة نحصل على مواد الخليط بشكل أدق | في كروموتغرافيا العمود اقل دقة (يحدث ذلك لقصر عمود الكروموتغرافيا، وكذلك لان عملية فصلنا للمواد محدودة بوقت قصير فلو انتظرنا يومان أو ثلاثة من الممكن أن نحصل على المواد بشكل أدق) |
| نستطيع أن نستعمل ال [TLC] لان عملية الفصل بين المواد فيها أسرع أي بحاجة إلى وقت اقل | في كروموتغرافيا العمودفنحتاج إلى وقت أكبر للفصل بين المواد. |
| في كروموتغرافيا الطبقة الرقيقة [TLC] نقطة واحد من الخليط تكفينا لكي نفصل مركباته مما يجعلنا نوفر كمية الخليط المستخدمة في التجربة حيث أننا نستطيع استخدام الكمية المتبقية منه                                           | أما في كروماتغرافيا العمود فنحتاج إلى كمية كبيرة جدا مقارنة بال [TLC]. |

- من كروموتغرافيا العمود، ففي 5 دقائق تقريبا حصلنا على مركبات الخليط وعرفنا مركباته (في كروموتغرافيا الـ [TLC])، أما في كروموتغرافيا العمود

## التقنية العملية
عملية مشابهة لكروماتوغرافياالورق مع ميزةالسرعة، الفصل ألافضل، والاختيار بين مراحل مختلفة ثابتة. بسبب بساطته وسرعته غالبا ما تستخدم[TLC] لرصد تفاعل كيميائي وللتحليل النوعي لمنتجات التفاعل.
- الطريقة التحليليه

1. نضع نقطة أو بقعة صغيرة من المحلول تحتوي على العينة على اللوح الرقيق، حوالي 1.5 سم من الحافة السفلى. والمذيب يسمح له بالتبخر التام، وإلا سوف يتحقق فصل سيئ للغاية أو لا يحدث فصل. إذا تم استخدام مذيب غير متطائر لاذابة العينة، لا بد من تجفيف لوح الفصل في الحاوية الفراغية.
2. وهناك كمية من مذيب مناسب تمثل الطور المتحرك تسكب في كأس زجاجي أو أي حاوية شفافة مناسبة (غرفة الفصل) إلى عمق أقل من [1] سنتيمتر.
3. يتم وضع شريط من ورق الترشيح (ويعرف أيضا باسم «الفتيل») في غرفةالفصل، بحيث تلامس القاع المذيب، وتمس جدار غرفة الفصل وتصل تقريبا إلى قمة الحاوية.
4. يتم إغلاق الحاوية بغطاء من الزجاج أو أي غطاء آخر ويترك لبضع دقائق للسماح لأبخرة المذيبات تصعد ورقة الترشيح وتشبع الهواء في الغرفة. (عدم تشبع الغرفة سيؤدي إلى فصل ضعيف والنتائج غير قابلة للتكرار).
5. ثم يتم وضع لوح في قاع TLC بحيث البقعة (ق) من العينة لا تلمس سطح الطور المتحرك في الغرفة، ويتم إغلاق الغطاء.
6. والمذيب يتحرك صعودا اعلى اللوح بالخاصية الشعرية، ويجتمع خليط العينة ويحمل عنه لوحة (elutes العينة).
7. عندما يصل المذيب القمة يجب إزالة اللوح لان (استمرار الشطف سوف تعطي نتيجة مضللة) والمجففة.[6]

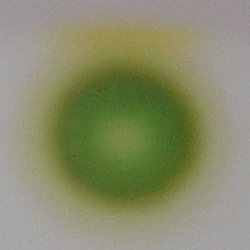
الخطوة 1
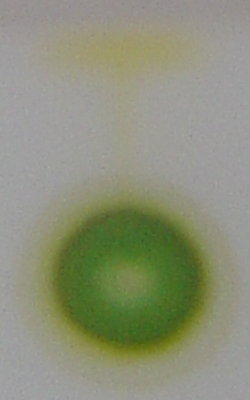
الخطوة 2
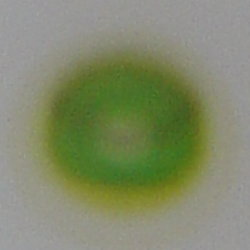
الخطوة 3
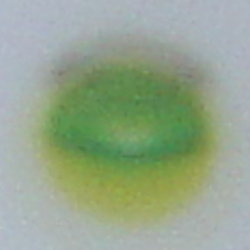
الخطوة 4
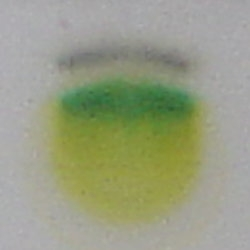
الخطوة 5
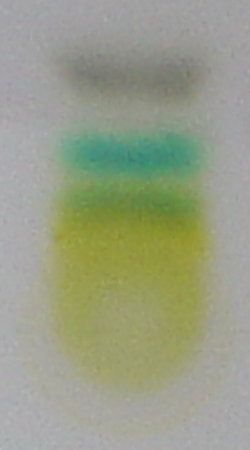
الخطوة 6
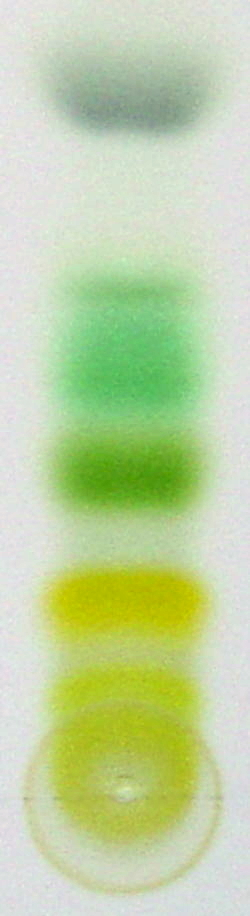
الخطوة 7

## عملية الفصل

روابط مكونات مع طور ثابت من السلكا جل TLC

- المركبات الكيميائية المختلفة في العينة الخليط تهاجر بمعدلات مختلفة بسبب الاختلافات في الفتها نحو الطور الثابت، وبسبب الاختلافات في قابليتها للذوبان في المذيبات. عن طريق تغيير المذيبات، أو ربما باستخدام مزيج، وفصل مكونات يقاس R الفرعي القيمة يمكن تعديلها.
- أيضا، يمكن استخدام الفصل يتحقق مع لوحة TLC لتقدير انفصال فلاش اللوني معرض العمود ويستند الفصل بين المركبات على المنافسة من المذاب والطور المتحرك عن أماكن ملزمة لمرحلة ثابتة.
- على سبيل المثال، يمكن استخدام هلام السيليكا في المرحلة الطبيعية كمرحلة ثابتة ونظر فيه القطبية. نظرا الي الاختلاف في الاستقطاب، فالمركب ألاكثر قطبية يحتوي على تفاعل أقوى مع السيليكا، وبالتالي أكثر قدرة على تبديد الطور المتحرك من أماكنه. وبالتالي، فإن العنصر الأقل قطبية يتحرك على مستوى اعلى لوحة (مما أدى إلى ارتفاع قيمة تردد الراديو).
- إذا تغير الطور المتحرك إلى المذيبات القطبية أكثر أو خليط من المذيبات، فمن أكثر قدرة على تبديد المواد المذابة من الأماكن والمركبات ملزمة السيليكا كل شيء على لوحة TLC سوف تتحرك على مستوى اعلى لوحة.
- السائد القول ان «المذيبات القوية» (elutants) مركبات أكثر دفعا خلال لوح التحليل، في حين أن «المذيبات الضعيفة» elutants تتحرك بصعوبة بالغة. ترتيب القوة / الضعف يعتمد على طلاء (الطور الثابت) من لوحة TLC . لوحات هلام السيليكا TLC المغلفة، ويزيد من قوة elutant وفقا للترتيب التالي:
- فلوروكربون (أضعف)، الهكسين، بنتان، رابع كلوريد الكربون، البنزين / التولوين، ثنائي كلورو ميثان، ايثر، أسيتات الإيثيل، الأسيتونيتريل، الأسيتون، 2-بروبانول / N-بيوتانول، المياه، الميثانول، الترايثلامين، حمض الخليك، حمض الفورميك (أقوى). ل C18 لوحات مطلية النظام هو عكس ذلك.
- عمليا هذا يعني أنه إذا كنت تستخدم خليط من اسيتات والهكسان والطور المتحرك، مضيفا النتائج خلات الإيثيل أكثر في قيم أعلى الترددات اللاسلكية لجميع المركبات على لوحة TLC.  تغيير قطبية الطور المتحرك وعادة لا يؤدي إلى عكس ذلك من تشغيل للمركبات على لوحة TLC . إن سلسلة eluotropic يمكن أن تستخدم كدليل في اختيار الطور المتحرك. إذا هو المطلوب من نظام تشغيل عكس من المركبات، يجب استخدام مرحلة عديم الأقطاب ثابتة، مثل C18-functionalized السيليكا.
- مثالا على ذلك اللوني من مستخرج من أوراق خضراء (على سبيل المثال السبانخ) في 7 مراحل التنمية. كاروتين أزل بسرعة ومرئيا فقط حتى الخطوة 2. الكلوروفيل A و B في منتصف الطريق في الخطوة الأخيرة وتين في تلطيخ أول مركب الصفراء[7]

## قائمة المراجع
- F. Geiss (1987): Fundamentals of thin layer chromatography planar chromatography, Heidelberg, Hüthig, ISBN 3-7785-0854-7
- Jork, H., Funk, W., Fischer, W., Wimmer, H. (1990): Thin-Layer Chromatography: Reagents and Detection Methods, Volume 1a, VCH, Weinheim, ISBN 3-527-27883-4
- Jork, H., Funk, W., Fischer, W., Wimmer, H. (1994): Thin-Layer Chromatography: Reagents and Detection Methods, Volume 1b, VCH, Weinheim
- Justus G. Kirchner (1978): Thin-layer chromatography, 2nd edition, Wiley
- Joseph Sherma, Bernard Fried (1991): Handbook of Thin-Layer Chromatography (= Chromatographic Science. Bd. 55). Marcel Dekker, New York NY, ISBN 0-8247-8335-2.
- Elke Hahn-Deinstorp: Applied Thin-Layer Chromatography. Best Practice and Avoidance of Mistakes. Wiley-VCH, Weinheim u. a. 2000, ISBN 3-527-29839-8